# أسماء سلطان (ابنة عبد الحميد الأول)
أسماء سلطان (بالتركية الحديثة: Esma Sultan) ـ (17 يوليو 1778 ـ 4 يونيو 1848) هي ابنة السلطان العثماني عبد الحميد الأول من زوجته الرابعة سينة برور سلطان، والأخت الكبرى للسلطانين مصطفى الرابع (ولد سنة 1779) ومحمود الثاني (ولد سنة 1785). عُرفت بولعها بالثقافة الغربية، والبريطانية على وجه الخصوص.
تزوجت أسماء سلطان في الرابعة عشرة من عمرها (سنة 1792) من القبودان باشا كوجك حسين باشا، الذي كان مقربًا من ابن عمها السلطان سليم الثالث، وقد حظيت ـ بفضل مركز زوجها ـ بمكانة عالية في المجتمع العثماني. وعندما توفي زوجها سنة 1803، رفضت أسماء سلطان ـ ذات الخمسة والعشرين عامًا ـ الزواج وظلت أرملة حتى ماتت.

## روابط خارجية
- أسماء سلطان بنت عبد الحميد على موقع ميوزك برينز (الإنجليزية)